# Melchiorre Grimaldi
Melchiorre Grimaldi (falecido em 1512) foi um prelado católico romano que serviu como bispo de Brugnato (1510–1512).

## Biografia
No dia 24 de maio de 1510, Melchiorre Grimaldi foi nomeado durante o papado de Júlio II como Bispo de Brugnato. Desempenhou funções como Bispo de Brugnato até à sua morte em 1512.